# Masturbació mútua

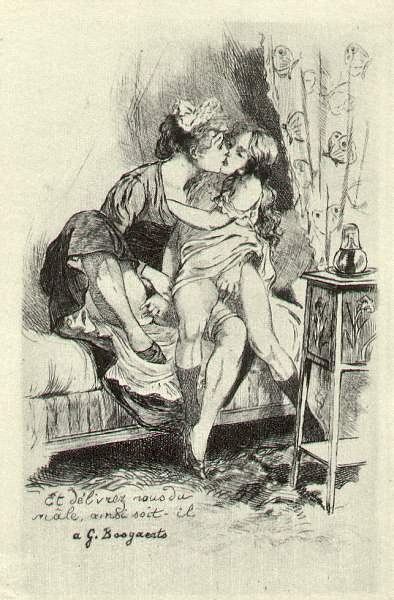
Masturbació mútua en una il·lustració de Martin van Maël a La Gran Danse macabre des vifs (1905).

La masturbació mútua, conegut col·loquialment com a suec, és una pràctica sexual en la qual s'estimulen dues o més persones sense que hi hagi penetració sexual (vaginal, anal o oral). En general es fan servir les mans, però també es poden usar joguines sexuals.
La masturbació mútua, tant entre persones homosexuals com heterosexuals, pot donar-se, a més de com a pràctica habitual, quan no hi ha facilitat per a arribar a l'orgasme, o com a forma complementària de les relacions amb penetració. En el cas dels adolescents, se sol donar perquè estan tot just explorant la seva sexualitat o perquè no tenen un espai privat. En alguns casos, es practica si un dels participants pateix certa malaltia, o està en les últimes fases de l'embaràs.
La masturbació mútua és considerada una forma de sexe segur perquè el risc de contraure alguna malaltia de transmissió sexual és reduït si s'evita que hi hagi intercanvi o contacte de líquids corporals (sang, semen, fluix vaginal).

## Masturbació entre homes
La masturbació mútua es dona també entre homes que no necessàriament s'identifiquen com a homosexuals. Aquesta és l'activitat excloent en els clubs de masturbació, com el Melbourne Wankers a Austràlia o Circolo delle Seghir a Itàlia, on els homes es reuneixen a fer aquesta pràctica: bàsicament com la masturbació individual, però amb la diferència que participen altres persones. Aquesta participació pot anar des de dos individus masturbant-se sense contacte físic fins a un grup de gent que s'estimulen els uns als altres. També en alguns casos s'inclou la pràctica de Frot.

## Sexe virtual
Actualment, amb la popularitat de les càmeres web, complaure mentre s'observen masturbar al mateix temps per Internet, és una altra forma de masturbació mútua.